# Hylemera herbuloti
Hylemera herbuloti là một loài bướm đêm trong họ Geometridae.